# Martina Diesner-Wais

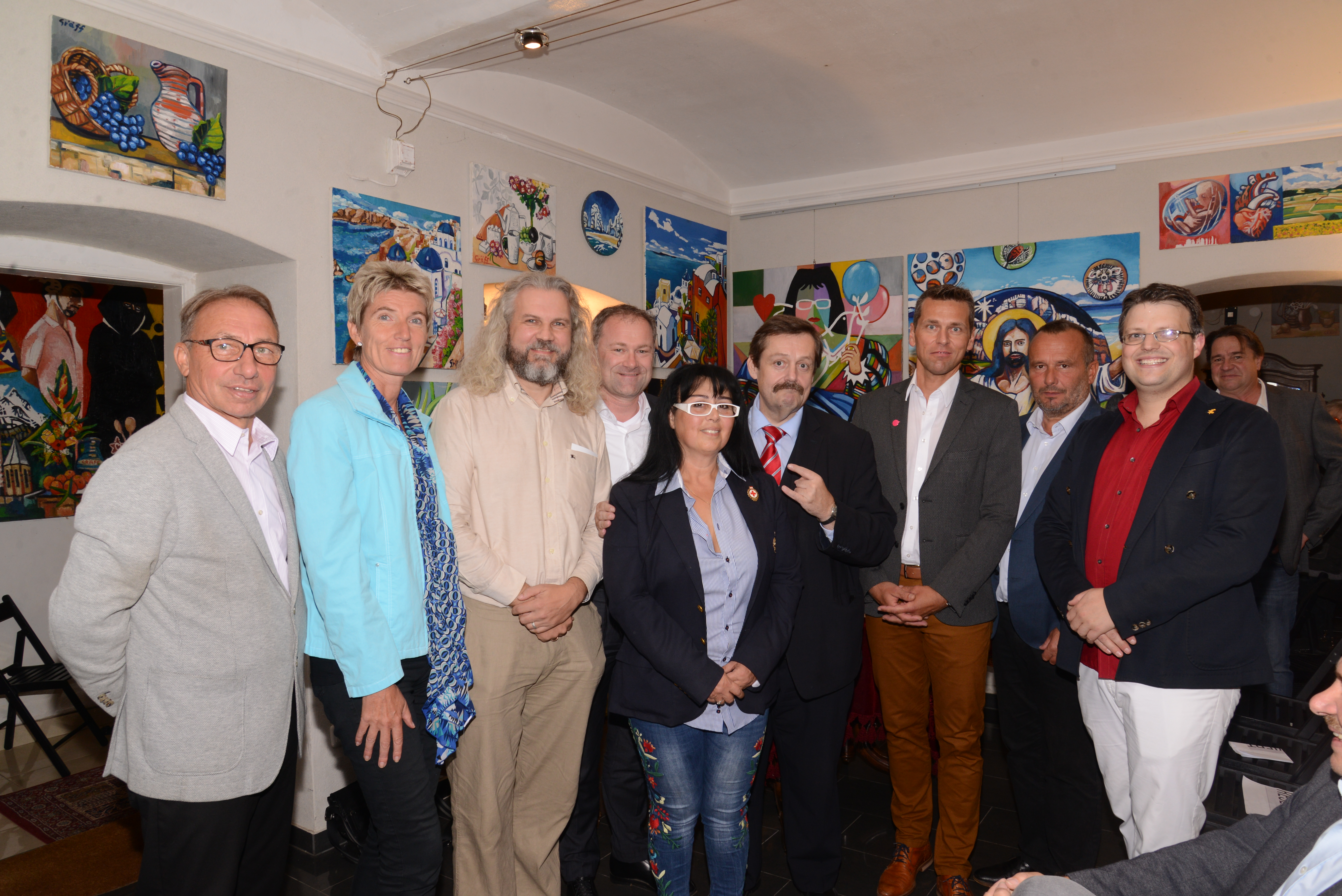
Dialog im Kamptal mit den Waldviertler Abgeordneten und Politikern Josef Wiesinger, Martina Diesner-Wais (2.vl), Martin Litschauer, Günter Steindl, Herbert Kolinsky, Alois Kainz sowie Georgia Kazantzidu, Werner Gruber und Matthias Laurenz Gräff (2019)

Martina Diesner-Wais (* 10. Februar 1968 in Waidhofen an der Thaya) ist eine österreichische Politikerin (ÖVP) und Landwirtschaftsmeisterin. Sie war von 2003 bis 2013 Mitglied des österreichischen Bundesrates und ist seit 2013 Abgeordnete zum Nationalrat. Sie ist zudem Stadträtin der Stadt Schrems.

## Ausbildung und Beruf
Diesner-Wais besuchte von 1974 bis 1978 die Volksschule und wechselte danach von 1978 bis 1982 zum Schulbesuch an eine Hauptschule. Sie absolvierte danach von 1982 bis 1985 eine Fachschule für wirtschaftliche Berufe und begann 1985 eine Lehre der landwirtschaftlichen Hauswirtschaft, die sie 1987 abschloss. Sie absolvierte des Weiteren von 1990 bis 1991 ein landwirtschaftliches College und legte die Facharbeiterprüfung ab. Zudem besuchte Diesner-Wais von 1991 bis 1993 Vorbereitungskurse zur landwirtschaftlichen Meisterprüfung und legte 1993 die Meisterprüfung zur Landwirtschaftsmeisterin ab. Diesner-Wais führt seit 1997 einen landwirtschaftlichen Betrieb.

## Politik und Funktionen
Diesner-Wais begann ihre politische Karriere in der Lokalpolitik, wobei sie 1990 zum Mitglied des Gemeinderates von Schrems gewählt wurde. Sie übernahm von 1995 bis 2005 das Amt der Stadträtin für Land- und Forstwirtschaft der Stadtgemeinde Schrems und wechselte 2005 wieder in den Schremser Gemeinderat. Derzeit ist Diesner-Wais Stadträtin für Tourismus, Ortsbildpflege, wirtschaftliche Angelegenheiten, Vermarktung Industriegebiet und Wirtschaftspark/Betriebsansiedlung. Innerparteilich wurde sie 1995 zur Gemeindeparteiobmann-Stellvertreterin der ÖVP Schrems gewählt, bevor sie im Jahr 2008 das Amt der Gemeindeparteiobfrau der ÖVP Schrems übernahm. Sie wurde 2004 zudem Bezirksparteiobmann-Stellvertreterin der ÖVP Schrems. In den landwirtschaftlichen Organisationen war sie von 1996 bis 1999 bereits Obfrau der Österreichischen Jungbauernschaft und ab 1990 Bezirksbauernratsobfrau von Schrems. 2005 übernahm sie zudem das Amt der Hauptbezirksbauernratsobfrau von Schrems. Diesner-Wais ist zudem seit 2005 Schriftführerin des Landesbauernratsvorstandes sowie Schriftführerin des Landesvorstandes des NÖ-Hilfswerks.
Sie wurde am 24. April 2003 als Mitglied des Bundesrates angelobt und war vom 1. Jänner 2006 bis zum 30. Juni 2006 Schriftführerin des Bundesrates. Diese Funktion hat sie ab dem 5. November 2010 erneut inne. Des Weiteren war sie Vorsitzende des Gesundheitsausschusses des Bundesrates, stellvertretende Ausschussvorsitzende im Umweltausschuss des Bundesrates sowie Mitglied im Ausschuss für Familie und Jugend.
Nach der Nationalratswahl 2013 wechselte Diesner-Wais vom Bundesrat in den Nationalrat. Ihr Mandat konnte sie bei der Wahl 2017 verteidigen.

## Privates
Diesner-Wais ist verheiratet und Mutter von zwei Kindern.

## Auszeichnungen
- 2014: Großes Goldenes Ehrenzeichen für Verdienste um die Republik Österreich